# Erythroxylum deciduum
Erythroxylum deciduum är en tvåhjärtbladig växtart som beskrevs av A. St.-hil.. Erythroxylum deciduum ingår i släktet Erythroxylum och familjen Erythroxylaceae. Inga underarter finns listade i Catalogue of Life.

## Bildgalleri

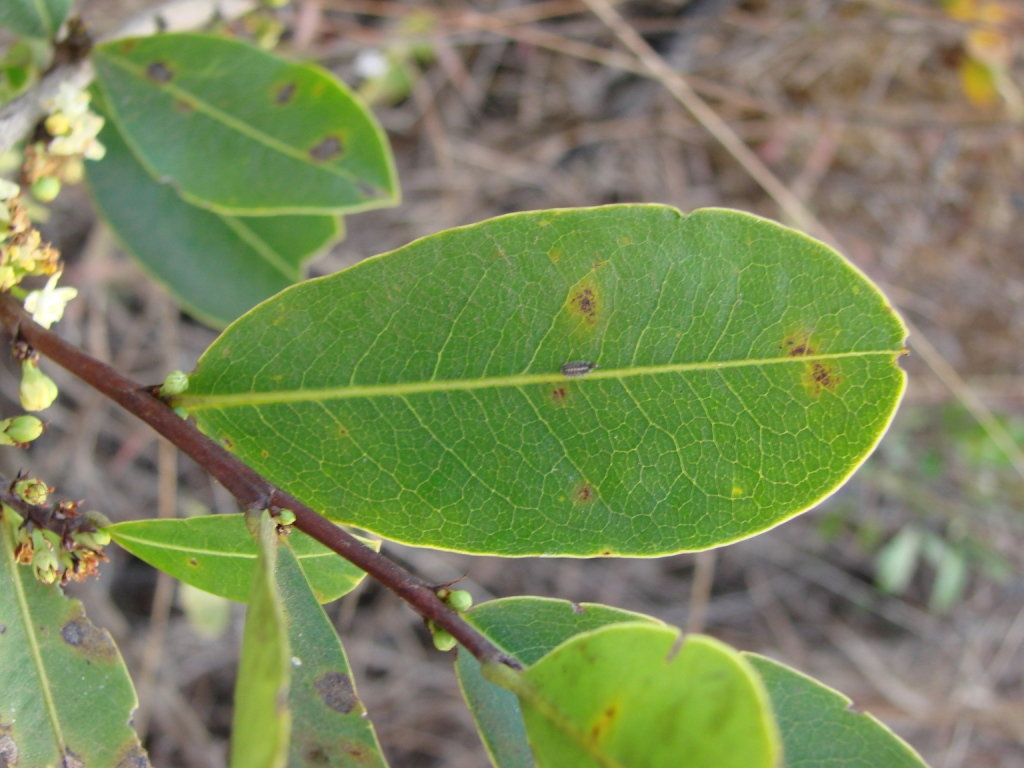